# Oscar Temaru
Oscar Temaru (Fa‘a‘ā, 1º novembre 1944) è un politico tahitiano.
È stato presidente della Polinesia francese per cinque mandati.

## Biografia
Nacque da famiglia povera, ben presto si arruolò all'esercito francese portandolo sino in Algeria durante la guerra d'indipendenza. Nel 1972 si trasferisce a Tahiti per motivi di lavoro. Pochi anni dopo fonda il Tavini Huiraatira, partito politico per l'indipendenza della Polinesia Francese. Nel 2004 verrà nominato presidente dello Stato d'Oltremare e comincerà un lungo periodo (non concluso) di instabilità politica portandolo per altre volte a questo incarico.